# Steel Buddies – Stahlharte Geschäfte

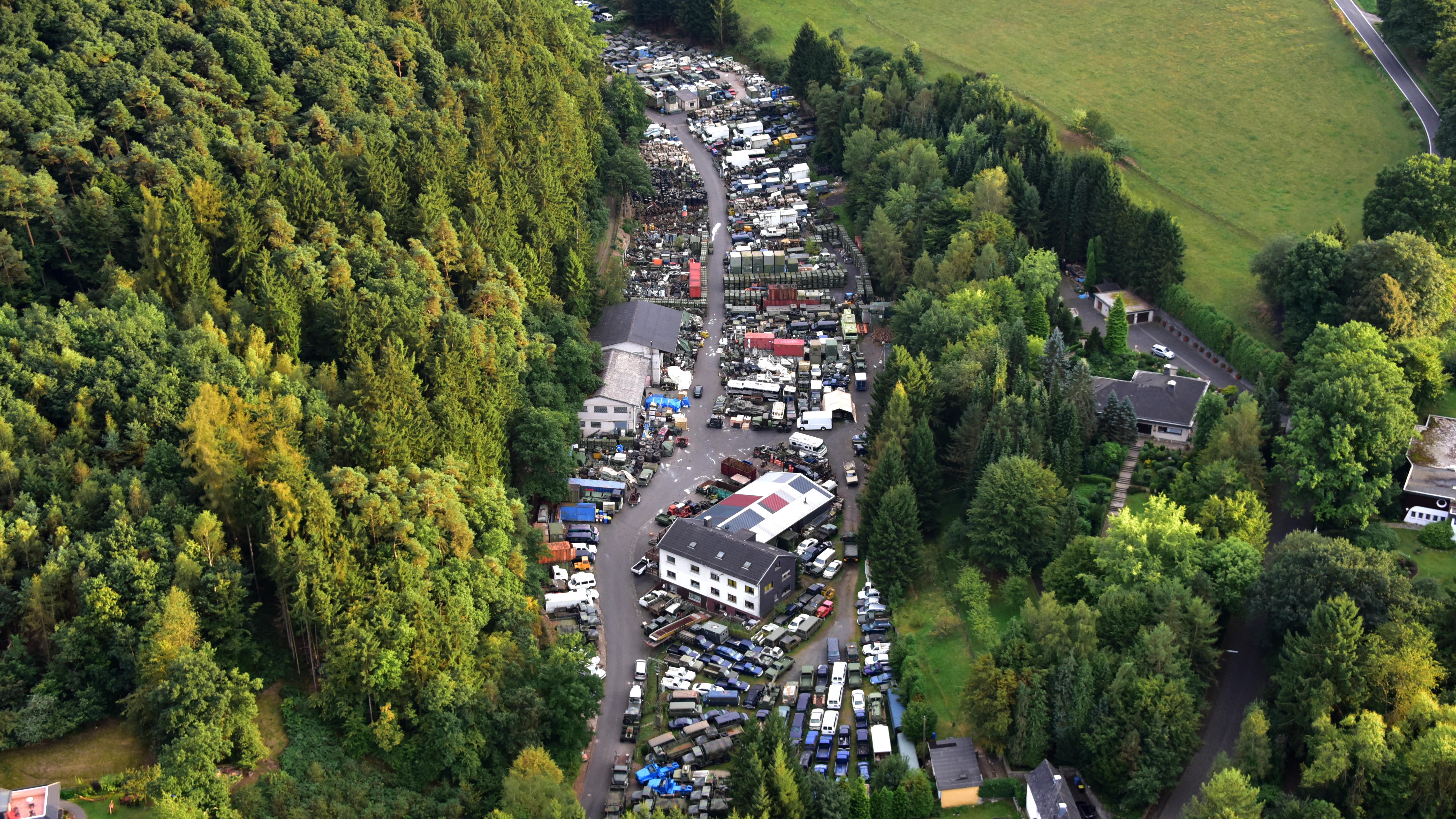
Peterslahr, Morlock Motors, Luftaufnahme (2017)

Steel Buddies – Stahlharte Geschäfte ist eine Doku-Soap des deutschen Fernsehsenders DMAX. Sie handelt von Michael Manousakis und seinem Gebrauchtwarenhandel Morlock Motors, den er mit seinen Angestellten in Peterslahr betreibt. Die 13 Staffeln der Serie wurden von 2014 bis 2025 erstausgestrahlt.
Seit Oktober 2024 wird die Nachfolgeserie Morlock Motors – Big Deals im Westerwald auf dem Fernsehsender Kabel Eins gesendet.

## Morlock Motors
Michael Manousakis ist eingetragener Kaufmann und Inhaber von Michael Manousakis e. K. (Außenauftritt als Morlock Motors) in Peterslahr. Das Hauptgeschäft seiner Firma ist der Handel mit ausgesonderten Waren und Fahrzeugen aus ehemaligen Beständen der United States Army. Hierfür hat die Firma einen Exklusivvertrag, wonach sie alle ausrangierten Bestände der U.S. Army kaufen muss, so zum Beispiel Fahrzeuge, Maschinen, Bekleidung, militärische Ausrüstung, Gebäudeausstattungen, Elektronikartikel und vieles mehr. Die Artikel werden von Michael Manousakis’ Team sortiert, katalogisiert und anschließend entweder an Händler und Privatleute weiterverkauft oder auf dem Firmengelände – zum Großteil unter freiem Himmel und in Containern – gelagert. Zusätzlich zu diesem Geschäft hat sich Morlock Motors auf die Reparatur und Restaurierung ziviler und militärischer Fahrzeuge aus den USA spezialisiert und betreibt auf dem Gelände eine Werkstatt. Unabhängig vom Geschäft mit der U.S. Army kauft Michael Manousakis auch ausgefallene Fahrzeuge und Waren aller Art auf, um mit diesen zu handeln.

## Die Steel Buddies
- Michael Manousakis (* 1967) ist Inhaber von Morlock Motors. Seine Aufgaben im Unternehmen sind der direkte Kontakt mit den Kunden und die Annahme der Lieferungen. Obwohl er die Arbeit seiner Mitarbeiter zumeist nur überwacht, packt er in brenzligen Situationen auch selbst mit an. Wenn etwas nicht nach seinem Wunsch läuft, was in der Sendung der Normalfall ist, dann bezeichnet er dies als „Katastrophe“.
- Günther Zschimmer (* 1947) ist der Lackierer und mit über 75 Jahren „immer noch fester Bestandteil der Crew.“[4]
- Alexander „Alex“ Janowsky war in den ersten sieben Staffeln Bürochef und Stellvertreter von Manousakis. Seine Aufgaben waren Bestandsaufnahme der Lieferungen, Buchhaltung und Verkauf der Artikel. Er verließ im Verlauf der 8. Staffel Morlock Motors.
- Andy Macht wurde gegen Ende der 8. Staffel Nachfolger von „Alex“.
- Ingo Meier ist Werkstattleiter und Spezialist für Nutzfahrzeug-Reparaturen
- Rosi Kötting-Drescher ist die Chefmechanikerin für Pkw-Reparaturen
- Michael „Klotzki“ Kurkowski ist als Metallbaumeister für Sonderanfertigungen und Karosseriearbeiten zuständig.
- Karl Hermanns, Igor und Alex sind Mechaniker in der Werkstatt.
- Bogdan ist Staplerfahrer und Lagerist.
- Stephan Becker war bis zur 9. Staffel als gelernter Kraftfahrer für Überführungsfahrten aller Art zuständig und auf dem Hof der „Mitarbeiter für alles“.
- Der Industriemechaniker Fabian Schöbel begleitete Michael Manousakis in mehreren Episoden auf vielen seiner Reisen und war bei Flügen sein Copilot. Er machte sich 2017 mit einem eigenen Maschinenbauunternehmen selbständig und verließ das Team.[5][6]
- Julie-Cristie Neal betreibt ein Import-Export-Unternehmen in Tennessee[7] und ist bei den Steel Buddies für den Vertrieb, Einkauf und Export von Waren aus und in die USA zuständig.

Zum Team zählen neben den genannten Personen noch weitere Mechaniker, die in den einzelnen Folgen die Arbeit an den Fahrzeugen, das Entladen der Lieferungen und auch das Sortieren und Aufbereiten der Waren übernehmen.

## Produktion
Die Serie wurde von 2014 bis 2023 durch spin tv im Auftrag von DMAX produziert. Die erste Folge wurde am 22. September 2014 ausgestrahlt. Die Produktion wurde Ende 2023 mit der 12. Staffel beendet, die von September bis Dezember 2024 bei DMAX ausgestrahlt wurde.
Im Februar 2025 kündigte DMAX eine neue Sonderstaffel der Steel Buddies an. Diese besteht aus 6 Folgen und wird unter dem Titel Steel Buddies – Projekt Panther ab 22. April 2025 auf DMAX ausgestrahlt. In der Staffel machen sich Manousakis und sein Team in Polen auf die Suche nach einem Panther-Panzer.
In den ersten acht Staffeln kommentierte Dieter Brandecker die Ereignisse in den Episoden. Seit der neunten Staffel ist Klaus-Dieter Klebsch als Kommentator zu hören.

## Morlock Motors – Big Deals im Westerwald
Die Nachfolgeserie mit dem Namen Morlock Motors – Big Deals im Westerwald wird im Auftrag des Konkurrenz-Fernsehsenders Kabel Eins produziert und seit dem 17. Oktober 2024 ausgestrahlt. Kabel-Eins-Senderchef Felix von Mengden hatte zuvor bestätigt, dass es ihm gelungen sei, „Michael Manousakis für Kabel Eins zu begeistern und eine langfristige Zusammenarbeit mit ihm zu vereinbaren“. Die Sendungen werden weiterhin von spin tv produziert, der Sendungstitel musste jedoch geändert werden. Die neuen Folgen werden nicht wie bisher auf 40 bis 50 Minuten beschränkt sein, sondern auf ein Programmfenster von zwei Stunden ausgelegt sein. Jeweils eine Woche vorab sind die Folgen auf dem Streamingdienst Joyn PLUS+ verfügbar.
Bei den beiden Produktionen kam es zu einer Überschneidung bei der Ausstrahlung, da die erste Staffel der neuen Serie bereits vom 17. Oktober bis 14. November 2024 auf Kabel Eins gesendet wurde, während die letzten Folgen der 12. Staffel der alten Serie erst im Dezember 2024 auf DMAX erstausgestrahlt wurden und danach im April und Mai 2025 noch eine Sonderstaffel folgte. Die 2. Staffel wurde ab 10. April 2025 gezeigt.

## Vermarktung
Wiederholungen wurden auch auf den Schweizer Sendern TV24 und 3+ sowie auf Discovery Channel ausgestrahlt. Die Serie wird durch Discovery in weiten Teilen Asiens (u. a. Russland und Japan) ausgestrahlt und vermarktet. Dafür wird die Serie teils synchronisiert.
Zudem wurden drei englischsprachige Episoden produziert, wobei deutschsprachige Folgen übersetzt wurden. Es wurden die Voiceover auf Englisch eingesprochen sowie die Interviews auf Englisch geführt. Diese wurden für den englischen Sender questod produziert, aber auch im On-Demand-Bereich von DMAX veröffentlicht. Viele Episoden der Serie wurden 2020/2021 in Frankreich im Free-TV-Sender RMC Découverte mit Voiceover auf Französisch ausgestrahlt.
Die Staffeln 2, 3 und 4 sind auf DVD erschienen.